# ホンダ・シビッククーペ
シビッククーペ（CIVIC COUPE）は、本田技研工業が生産、販売していたクーペ型の乗用車である。

## 概要
シビックのクーペモデルとして5代目以降に設定されており、開発はホンダR&Dアメリカ（HRA）生産はホンダオブアメリカ（HAM）で行なわれている。1990年代初頭から中盤には、日本国内でも右ハンドル仕様正規で販売されていたが、現在は北米のみの販売となっている。
元来、シビックシリーズのクーペモデルとしてはCR-Xが存在した。これはスポーツモデルであると同時に、CAFEを達成するための低燃費車種という位置づけで、3代目（日本国内ではバラード）および4代目で販売され、ユーザーには安価・手軽なスポーツカーとして好評であった。非常に狭いながらもリアシートも存在し、緊急シートや荷物置き場として、一応は日常生活にも使うことができた。
しかし、5代目にはリーンバーンエンジン搭載車が設定され、CAFE達成はこの車種が担うことになり、CR-Xの役割は終了した。そのため、CR-X後継車は性格を大幅に変えたオープンカー／2シーター車であるCivic delSol（日本名：CR-Xデルソル）となった。だが、安価で日常生活に使えるスポーツカーを欲するアメリカ人のニーズとかけ離れることになり、改めてアメリカ人向け簡易スポーツモデルとして本車が企画された。

## 初代 EJ1/2型（1992-1996年）
1991年（平成3年）10月デビューの初代（シビックシリーズ通算5代目）シビックフェリオ（EJ3型）をベースとしており、当初はラインナップになかったが、HRAで独自に企画され、一年後の1992年（平成5年）9月に登場。日本国内では半年後の1993年（平成5年）2月から正規輸入販売された。
アコードクーペと異なり、初めから右ハンドル仕様とし、車体左右にHAMのバッジが付いていた。発売当初、日本国内では4速ATのみであったが、1994年2月より5速MTも加わった。左ハンドル仕様はサンルーフ付きとして1994年（平成6年）から4速ATのみが輸入された。
搭載されたエンジンはD16A型のみで、日本で生産されているシビックでは、マイナーチェンジ後のシビックフェリオ（EJ3型）にのみ存在した。EJ2は1.4L仕様であり、日本国内では販売されていない。
1995年 (平成7年)12月に生産終了。在庫対応分のみの販売となる。
1996年(平成8年)1月に2代目と入れ替わる形で販売終了。
総生産数は15万台弱と、新車効果がなくなってからのデビューながら、健闘した。日本国内では約1万台が販売され、3/4ドアのモデルチェンジ後の1996年（平成8年）初頭に登録された個体もある。

## 2代目 EJ6/7/8/EM1型（1996-2000年）
1996年1月に6代目をベースにフルモデルチェンジした。日本国内でも一仕様のみ正規販売されたが、北米仕様を輸入したものであるため、前後バンパーにプロテクトモールを持たない。また、日本ではこのモデルを最後に姿を消した。エンジンは先代と同じD16A型だが、VTEC-Eに変更されたため、最高出力は120PSへとダウンした。D16A型にCVTの組み合わせの1グレードのみであり、およそ3年で国内販売を停止したため正規輸入車に後期型の設定はない。なお、日本同様、欧州においても米国仕様のクーペを輸入していたことから、バンパーにモールを持たない。
北米仕様の後期モデルには「Si」が設定された、これは日本仕様のフェリオ「Si」同様、B16A型エンジンを搭載したスポーツグレードである。

## 3代目 EM2型（2000-2005年）
このモデル以降は日本未発売。エンジンはD17A型のみで、トランスミッションは5速MT、4速AT及びCVTであった。

## 4代目 FG1/2型（2005-2011年）
日本未発売。K20Z型エンジンに6速MTを組み合わせた「Si」と、R18A型のエンジンに5速ATを組み合わせたモデルとが存在する。

## 5代目（2011年-2016年）
日本未発売。
2011年1月11日に、同年春に発売される9代目シビック コンセプトとともに、シビックSiコンセプトとしてスポーツクーペが発表された。
2011年4月20日に、ニューヨーク国際オートショーで市販車両が発表され、同時にアメリカでの販売が開始された。
ボディサイズはセダンとほぼ同一であるが、全長が約4.6cm短くスポーティーなキャラクターとなっている。エクステリアではフロントグリル、ガラス、ライト、ボディパネル、バンパーがセダンと異なり、高いリアデッキによりダイナミックさを表現している。上位モデルにはリアリップスポイラーが装着される。先代と比較し、室内容積はわずかに少なくなったが、カーゴエリアは大きくなった。
2014年モデルではエクステリアデザインが変更。よりアグレッシブなフロントグリルやヘッドライト、フードデザインとなった。Siでは専用のバンパーガーニッシュやスポイラー、ディフューザーが装備され、ホイールは18インチに大径化、ホイールデザインも独自となる。インテリアもシートファブリックやドアパネルトリムなどがリファインされている。セダン同様5ATはCVTに変更されCVT搭載モデルでは燃費が向上した。サスペンションもチューニングされ、スプリングレートが高く、スタビライザーも強化された。
エンジンではエギゾーストシステムの改良により最大出力が3hpアップの143hpにトルクも1lb･ft向上。Siでも同様に4hpアップの205hp、トルクは4lb-ft向上の174lb-ftになった。

## 6代目 FC3/4型（2016年-2021年）
シビッククーペとしてはこの代が最後のモデルとなり、事実上、日本メーカー製におけるCセグメントクラス以下でなおかつ、前輪駆動ベースの2ドアクーペ型乗用車が名実共に消滅する事となった。間接的な後継は2022年に現地で発売を開始した5ドアファストバッククーペの5代目アキュラ・インテグラとなる。